# Думбрава (Лівезіле, Бістріца-Несеуд)
Думбрава (рум. Dumbrava) — село у повіті Бистриця-Несеуд в Румунії. Входить до складу комуни Лівезіле.
Село розташоване на відстані 329 км на північ від Бухареста, 12 км на північний схід від Бистриці, 91 км на північний схід від Клуж-Напоки.

## Населення
За даними перепису населення 2002 року у селі проживали 320 осіб. Усі жителі села рідною мовою назвали румунську.
Національний склад населення села:
| Національність | Кількість осіб | Відсоток |
| -------------- | -------------- | -------- |
| румуни         | 306            | 95,6%    |
| цигани         | 14             | 4,4%     |